# Pasterze
Pasterze är en glaciär i Österrike.   Den ligger i förbundslandet Kärnten, i den centrala delen av landet, 300 km väster om huvudstaden Wien. Pasterze ligger 2 682 meter över havet. Arean är 18,5 kvadratkilometer.
Terrängen runt Pasterze är bergig. Runt Pasterze är det ganska glesbefolkat, med 29 invånare per kvadratkilometer.. Närmaste större samhälle är Matrei in Osttirol, 16,8 km sydväst om Pasterze. 
Trakten runt Pasterze består i huvudsak av gräsmarker.